# Круш, Ирина
Ирина Борисовна Круш (англ. Irina Krush; род. 24 декабря 1983, Одесса[…]) — американская шахматистка, гроссмейстер (2013).
В шахматы научилась играть в пять лет. В 1994 году с семьёй переехала из Одессы в Бруклин. Имеет степень бакалавра международных отношений, окончила Нью-Йоркский университет
В 1998 году Круш выиграла чемпионат США среди женщин, когда ей было 14 лет, став самым юным победителем в истории турнира. Позже она ещё 7 раз становилась чемпионом страны в 2007, 2010, 2012, 2013, 2014, 2015 и 2020 годах. В составе национальной женской сборной участница 8 Олимпиад (1998, 2002—2014).
В 2013 году стала 30-й женщиной — шахматным гроссмейстером среди мужчин.

## Изменения рейтинга
| Графики недоступны из-за технических проблем. См. информацию на Фабрикаторе и на mediawiki.org. |